# 戰術仙女花木蘭傳
《戰術仙女花木蘭傳》是台灣漫畫家哈亞西的漫畫作品，作品分級为「輔12級」，讲述花木蘭靠傳說的仙術代父從軍外抗蠻族。在第25屆開拓動漫祭（FF25）推出。

## 登場人物
花木蘭
木須蓉
高緯（齊後主）
段韶
高長恭
高孝烜（高孝琬）
斛律光
宇文邕（周武帝）
徐顯秀
王誼
陳蒨（陳文帝）
韓子嵩（韓子高）
婆羅門阿娜壞（郁久閭阿那瓌）
阿史那庵邏

## 外部連結
- 戰術仙女花木蘭傳宣傳頁 （页面存档备份，存于）
- 戰術仙女 花木蘭傳 - myrenta電子租書平臺 （页面存档备份，存于）